# Darko Raić-Sudar
Darko Raić-Sudar (Bruchsal, 7. studenog 1972.) hrvatski je nogometni trener te bivši nogometaš i kapetan Istre 1961. Trenutno obnaša ulogu sportskog direktora HNK Rijeke.
Karijeru je započeo u slavonskim klubovima Osijeku i Cibaliji, a 4 godine proveo je u Izraelu, u klubovima Maccabi Netanya i  Bnei Yehuda.
U Istru je došao 2004. iz Cibalije, te je od tada skupio 111 nastupa, te je zabio 8 golova. Od ukupnog broja nastupa, 84 ih je skupio u Prvoj HNL te je uz Vanju Ivešu igrač s najviše prvoligaških nastupa za Istru 1961. Svoju posljednju utakmicu odigrao je 11. svibnja 2008. na stadionu Veruda u utakmici protiv Belišća, a na mjestu kapetana zamijenio ga je Dalibor Pauletić. 
Raić-Sudar je preuzeo NK Istru 1961, nakon odlaska trenera Gorana Tomića u Kinu u studenom 2016. U svibnju 2017. je Raić-Sudar ponovo preuzeo klupu pulskog klubaza zadnja dva prvenstvena susreta, nakon što je izvršni direktor kluba raskinuo ugovor s Marijom Totom.
U dvije utakmice protiv RNK Splita i Intera osvojio je svih šest bodova. Dosadašnji pomoćni trener je u lipnju 2017. službeno postao novi trener prve momčadi NK Istre 1961, s pomoćnim trenerom Nenadom Bastom. "To je veliki izazov za mene. Prije sam bio pomoćni ili privremeni trener, ali ovo sada je nešto sasvim drugo. Sada trebamo vidjeti na koje igrače možemo računati i koje pozicije moramo popuniti. To je jako bitno i moramo to odraditi što prije, a ako to odradimo kako treba onda će kasnije biti puno lakše", kazao je trener Raić-Sudar.
Dobitnik nagrade Dobri duh hrvatskog nogometa u sezoni 2017./18. godini.